# Rubeus Hagrid
Rubeus Hagrid este un personaj din seria de cărți Harry Potter. Este păstrătorul cheilor și paznicul vânatului de la Hogwarts. Pe vremea când era elev a fost acuzat de deschiderea Camerei Secretelor și exmatriculat in anul trei de studiu. Albus Dumbledore, pe vremea aceea doar profesor (de Transfigurare) la școală, l-a convins pe directorul școlii să-l lase pe Hagrid să rămână Păstrător al Cheilor și Paznic al Vânatului (din Pădurea Interzisă).
Devine profesor pentru Grija fata de creaturile magice. S-a născut din mamă urias și un tată vrăjitor, care a murit înainte ca Hagrid sa fie exmatriculat. Are un frate urias. In timpul anilor de studiu a crescut un păianjen urias pe nume Aragog care traieste in Padurea Interzisa. Hagrid joaca un rol destul de important in viata lui Harry Potter, acesta fiind indragit de el. De asemenea si prietenii lui Harry Potter il plac pentru dragostea lui pentru animale.